# Mannish Boy
Mannish Boy (o Manish Boy come venne inizialmente intitolato) è un brano musicale blues di Muddy Waters, considerato uno standard del genere.
Inciso nel 1955 nel 45 giri Manish Boy/Young Fashion Ways, il pezzo è una sorta di "canzone risposta" a I'm a Man di Bo Diddley, che a sua volta si era ispirato a Hoochie Coochie Man dello stesso Waters e di Willie Dixon. Mannish Boy è ufficialmente accreditata a Waters (vero nome McKinley Morganfield), Mel London, e Bo Diddley (vero nome Ellas McDaniel).

## Il brano
Con il titolo Manish Boy, la canzone venne incisa a Chicago il 24 maggio 1955. Si trattò dell'unica incisione effettuata da Muddy Waters tra il gennaio 1953 e il giugno 1957 a non vedere la partecipazione di Little Walter all'armonica a bocca (in quanto egli all'epoca era in tour) e di una delle poche registrazioni in studio con Junior Wells. Ad accompagnare Waters nel brano sono presenti Jimmy Rogers alla chitarra, Fred Below alla batteria, e una corista non identificata. Pubblicata su singolo (B-side Young Fashioned Ways), 
Muddy Waters registrò svariate versioni di Mannish Boy in carriera. Nel 1968, ne incise una versione per l'album Electric Mud nel tentativo di attrarre il pubblico del rock. Dopo aver lasciato la Chess, la incise ancora nel 1977 per il disco Hard Again prodotto da Johnny Winter. Una versione dal vivo insieme a Winter appare in Muddy "Mississippi" Waters Live (1979). Muddy Waters eseguì la canzone anche durante il concerto di addio della The Band, versione inclusa sull'album The Last Waltz e nel film documentario omonimo di Martin Scorsese.

## Riconoscimenti
Nel 1986, l'incisione originale di Muddy Waters di Mannish Boy è stata inserita nella Blues Hall of Fame nella categoria "Classics of Blues Recordings".  Inoltre è stata inserita anche nella lista "500 Songs that Shaped Rock and Roll" redatta dalla Rock and Roll Hall of Fame. Mannish Boy è stata inserita alla posizione numero 230 nella lista dei 500 migliori brani musicali di sempre stilata dalla rivista Rolling Stone.